# Lista de telenovelas e séries da Televisa na década de 1980

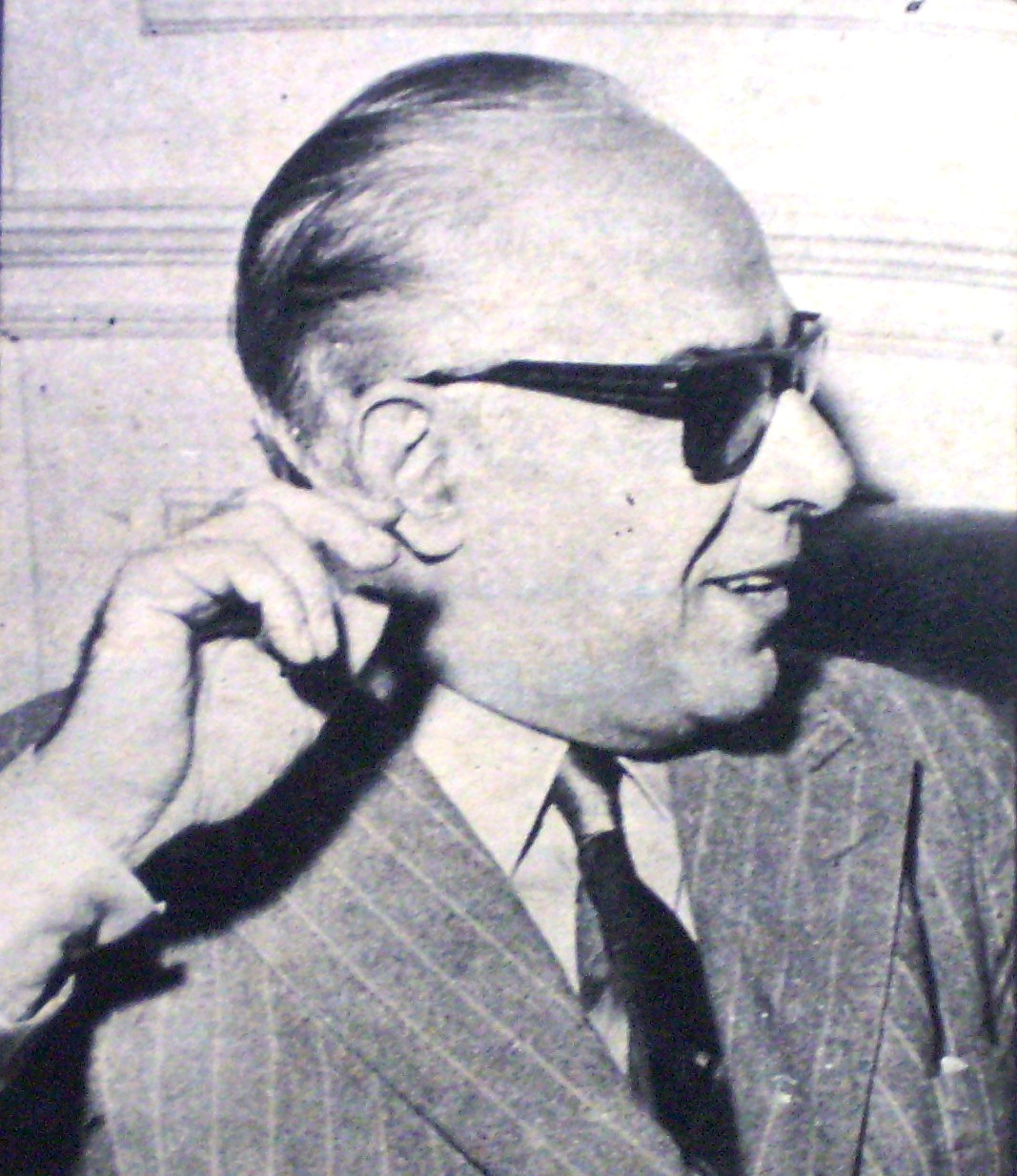
Abel Santacruz escreveu seus textos infanto-juvenis em Carrusel, Mi segunda madre, Guadalupe e Chispita.

A seguir, uma lista de telenovelas e séries de televisão produzidas pela Televisa na década de 1980.

## Telenovelas por ano
| #   | Ano  | Título                              | Autoria                  | Produtor executivo      | Ref.    |
| --- | ---- | ----------------------------------- | ------------------------ | ----------------------- | ------- |
| 378 | 1980 | Al rojo vivo                        | María Zarattini          | Alfredo Saldaña         | [ 1 ]   |
| 379 | 1980 | Ambición                            | Inés Rodena              | Rafael Banquells        | [ 2 ]   |
| 380 | 1980 | Aprendiendo a amar                  | Caridad Bravo Adams      | Alfredo Saldaña         |         |
| 381 | 1980 | El árabe                            | Carlos Olmos             | Julio Castillo          | [ 3 ]   |
| 382 | 1980 | Caminemos                           | Carlos Olmos             | Julio Castillo          |         |
| 383 | 1980 | Cancionera                          | Norma Herrera            | Raúl Araiza             | [ 4 ]   |
| 384 | 1980 | Colorina                            | Arturo Moya Grau         | Valentín Pimstein       | [ 5 ]   |
| 385 | 1980 | El combate                          | Ignacio López Tarso      | Julio Castillo          | [ 6 ]   |
| 386 | 1980 | Conflictos de un médico             | Caridad Bravo Adams      | Tony Carbajal           | [ 7 ]   |
| 387 | 1980 | Corazones sin rumbo                 | Silvia Caos              | Beatriz Aguirre         | [ 8 ]   |
| 388 | 1980 | Juventud                            | Kenya Perea              | Carlos Zuñiga           | [ 9 ]   |
| 389 | 1980 | No temas al amor                    | Marissa Garrido          | Aldo Monti              | [ 10 ]  |
| 390 | 1980 | Pelusita                            | Ricardo Blume            | Manuel Ruiz Esparza     | [ 11 ]  |
| 391 | 1980 | Querer volar                        | Marissa Garrido          | Aldo Monti              | [ 12 ]  |
| 392 | 1980 | Sandra y Paulina                    | Inés Rodena              | Lorenzo de Rodas        | [ 13 ]  |
| 393 | 1980 | Secreto de confesión                | Silvia Derbez            | Karlos Velázquez        | [ 14 ]  |
| 394 | 1980 | Soledad                             | Inés Rodena              | Rafael Banquells        | [ 15 ]  |
| 395 | 1980 | Espejismo                           | Fanny Cano               | Manolo García           | [ 16 ]  |
| 396 | 1981 | Extraños caminos del amor           | Fernanda Villeli         | Alfredo Saldaña         | [ 17 ]  |
| 397 | 1981 | El hogar que yo robé                | Manolo García            | Valentín Pimstein       | [ 18 ]  |
| 398 | 1981 | Infamia                             | Alfonso Cremata          | Manolo García           | [ 19 ]  |
| 399 | 1981 | Juegos del destino                  | Marissa Garrido          | Patricia Lozano         | [ 20 ]  |
| 400 | 1981 | Una limosna de amor                 | Liliana Abud             | Rafael Banquells        | [ 21 ]  |
| 401 | 1981 | Nosotras las mujeres                | Silvia Derbez            | Julio Castillo          | [ 22 ]  |
| 402 | 1981 | Quiéreme siempre                    | Jacqueline Andere        | Ernesto Alonso          |         |
| 403 | 1981 | Toda una vida                       | Ofelia Medina            | Carlos Zuñiga           | [ 23 ]  |
| 404 | 1981 | El derecho de nacer                 | Félix Caignet            | Ernesto Alonso          | [ 24 ]  |
| 405 | 1982 | Al final del arco iris              | María Zarattini          | Alfredo Saldaña         |         |
| 406 | 1982 | El amor nunca muere                 | Caridad Bravo Adams      | Ernesto Alonso          | [ 25 ]  |
| 407 | 1982 | Chispita                            | Abel Santacruz           | Pedro Damián            | [ 26 ]  |
| 408 | 1982 | Déjame vivir                        | Inés Rodena              | Rafael Banquells        | [ 27 ]  |
| 409 | 1982 | En busca del Paraíso                | Marissa Garrido          | Alfredo Saldaña         | [ 28 ]  |
| 410 | 1982 | Gabriel y Gabriela                  | Yolanda Vargas Dulché    | Carlos Téllez           | [ 29 ]  |
| 411 | 1982 | Lo que el cielo no perdona          | Alfonso Cremata          | Julio Castillo          | [ 30 ]  |
| 412 | 1982 | Mañana es primavera                 | Juan Gene                | Sergio Jiménez          | [ 31 ]  |
| 413 | 1982 | Por amor                            | María Sorté              | Ernesto Arreola         | [ 32 ]  |
| 414 | 1982 | Vanessa                             | Valentín Pimstein        | Raúl Araiza             | [ 33 ]  |
| 415 | 1982 | Vivir enamorada                     | Nené Cascallar           | Carlos Ancira           | [ 34 ]  |
| 416 | 1982 | Bianca Vidal                        | Inés Rodena              | Rafael Banquells        | [ 35 ]  |
| 417 | 1983 | Amalia Batista                      | Inés Rodena              | Gilberto Marcín         | [ 36 ]  |
| 418 | 1983 | El amor ajeno                       | Marissa Garrido          | Julio Castillo          | [ 37 ]  |
| 419 | 1983 | Bodas de odio                       | Caridad Bravo Adams      | Ernesto Alonso          | [ 38 ]  |
| 420 | 1983 | Cuando los hijos se van             | Norberto Vieyra          | Héctor Bonilla          | [ 39 ]  |
| 421 | 1983 | La fiera                            | Inés Rodena              | Pedro Damián            | [ 40 ]  |
| 422 | 1983 | El maleficio                        | Fernanda Villeli         | Raúl Araiza             | [ 41 ]  |
| 423 | 1983 | Un solo corazón                     | Germán Robles            | Tony Carbajal           | [ 42 ]  |
| 424 | 1984 | Los años felices                    | Arturo Moya Grau         | Valentín Pimstein       | [ 43 ]  |
| 425 | 1984 | Aprendiendo a vivir                 | Sonia Furió              | Rafael Banquells        | [ 44 ]  |
| 426 | 1984 | Eclipse                             | Silvia Pinal             | Julio Castillo          | [ 45 ]  |
| 427 | 1984 | Guadalupe                           | Abel Santacruz           | Rafael Banquells        | [ 46 ]  |
| 428 | 1984 | La pasión de Isabela                | Carlos Olmos             | Carlos Téllez           | [ 47 ]  |
| 429 | 1984 | Principessa                         | Nené Cascallar           | Pedro Damián            | [ 48 ]  |
| 430 | 1984 | Sí, mi amor                         | Olga Ruilópez            | Enrique Segoviano       | [ 49 ]  |
| 431 | 1984 | Te amo                              | María Rubio              | Enrique Segoviano       | [ 50 ]  |
| 432 | 1984 | La traición                         | Fernanda Villeli         | Raúl Araiza             | [ 51 ]  |
| 433 | 1984 | Tú eres mi destino                  | María Zarattini          | Alfredo Saldaña         | [ 52 ]  |
| 434 | 1985 | Abandonada                          | Inés Rodena              | Rafael Banquells        | [ 53 ]  |
| 435 | 1985 | El ángel caído                      | Claudio Reyes Rubio      | Manolo García           | [ 54 ]  |
| 436 | 1985 | Angélica                            | Marissa Garrido          | Sergio Jiménez          | [ 55 ]  |
| 437 | 1985 | Los años pasan                      | Inés Rodena              | Jorge Sánchez Fogarty   | [ 56 ]  |
| 438 | 1985 | Esperándote                         | María Antonieta Saavedra | Miguel Córcega          | [ 57 ]  |
| 439 | 1985 | Juana Iris                          | Ricardo Rentería         | Julio Castillo          | [ 58 ]  |
| 440 | 1985 | Tú o nadie                          | María Zarattini          | Ernesto Alonso          | [ 59 ]  |
| 441 | 1985 | Vivir un poco                       | Arturo Moya Grau         | Rafael Banquells        | [ 60 ]  |
| 442 | 1985 | De pura sangre                      | María Zarattini          | José Rendón             | [ 61 ]  |
| 443 | 1986 | Mujer, casos de la vida real        | Jorge Lozano Soriano     | Silvia Pinal            |         |
| 444 | 1986 | Ave Fénix                           | Oscar Lada Abot          | Enrique Segoviano       | [ 62 ]  |
| 445 | 1986 | El camino secreto                   | José Rendón              | Emilio Larrosa          | [ 63 ]  |
| 446 | 1986 | Cautiva                             | Francisco Burillo        | Manolo García           | [ 64 ]  |
| 447 | 1986 | Cicatrices del alma                 | Eric Vonn                | Eugenio Cobo            | [ 65 ]  |
| 448 | 1986 | Cuna de lobos                       | Carlos Olmos             | Carlos Téllez           | [ 66 ]  |
| 449 | 1986 | El engaño                           | Caridad Bravo Adams      | Sergio Jiménez          | [ 67 ]  |
| 450 | 1986 | La gloria y el infierno             | Antonio Monsell          | Gonzalo Martínez Ortega | [ 68 ]  |
| 451 | 1986 | Herencia maldita                    | Caridad Bravo Adams      | Sergio Jiménez          | [ 69 ]  |
| 452 | 1986 | Lista negra                         | Carlos Enrique Taboada   | Julio Castillo          | [ 70 ]  |
| 453 | 1986 | Marionetas                          | Eugenio Cobo             | Miguel Córcega          | [ 71 ]  |
| 454 | 1986 | Martín Garatuza                     | Vicente Riva Palacio     | José Caballero          | [ 72 ]  |
| 455 | 1986 | Monte calvario                      | Delia Fiallo             | Beatriz Sheridan        | [ 73 ]  |
| 456 | 1986 | Muchachita                          | Ricardo Rentería         | Julio Castillo          | [ 74 ]  |
| 457 | 1986 | El padre Gallo                      | Arturo Moya Grau         | Gonzalo Martínez Ortega | [ 75 ]  |
| 458 | 1986 | Pobre juventud                      | Carla Estrada            | Pedro Damián            | [ 76 ]  |
| 459 | 1986 | Seducción                           | Enrique Jarnes           | Manolo García           | [ 77 ]  |
| 460 | 1987 | Los años perdidos                   | Alejandro Aragón         | Rogelio Guerra          | [ 78 ]  |
| 461 | 1987 | Como duele callar                   | René Muñoz               | Miguel Córcega          | [ 79 ]  |
| 462 | 1987 | La indomable                        | Carlos Romero            | Beatriz Sheridan        | [ 80 ]  |
| 463 | 1987 | Pobre señorita Limantour            | Inés Rodena              | Pedro Damián            | [ 81 ]  |
| 464 | 1987 | El precio de la fama                | Marissa Garrido          | Sergio Jiménez          | [ 82 ]  |
| 465 | 1987 | Quinceañera                         | Pedro Damián             | Carla Estrada           | [ 83 ]  |
| 466 | 1987 | Rosa salvaje                        | Inés Rodena              | Beatriz Sheridan        | [ 84 ]  |
| 467 | 1987 | Senda de gloria                     | Eduardo Lizalde          | Raúl Araiza             | [ 85 ]  |
| 468 | 1987 | Tal como somos                      | Carlos Olmos             | Julissa                 | [ 86 ]  |
| 469 | 1987 | Tiempo de amar                      | Alberto Cura             | Rafael Banquells        | [ 87 ]  |
| 470 | 1987 | Victoria                            | Alfredo Gurrola          | Ernesto Alonso          | [ 88 ]  |
| 471 | 1987 | Yesenia                             | Yolanda Vargas Dulché    | Julio Castillo          | [ 89 ]  |
| 472 | 1987 | El rincón de los prodigios          | Carlos Olmos             | Lorenzo de Rodas        | [ 90 ]  |
| 473 | 1988 | Amor en silencio                    | Eric Vonn                | Miguel Córcega          | [ 91 ]  |
| 474 | 1988 | Dos vidas                           | Janete Clair             | Eugenio Cobo            | [ 92 ]  |
| 475 | 1988 | Dulce desafío                       | Eugenio Cobo             | Arturo Ripstein         | [ 93 ]  |
| 476 | 1988 | Encadenados                         | Marissa Garrido          | Julio Castillo          | [ 94 ]  |
| 477 | 1988 | El extraño retorno de Diana Salazar | Lucía Méndez             | Carlos Téllez           | [ 95 ]  |
| 478 | 1988 | Flor y canela                       | Benito Pérez Galdós      | Eugenio Cobo            | [ 96 ]  |
| 479 | 1988 | Nuevo amanecer                      | Fernanda Villeli         | Ernesto Alonso          | [ 97 ]  |
| 480 | 1988 | Pasión y poder                      | Marissa Garrido          | Carlos Sotomayor        | [ 98 ]  |
| 481 | 1988 | El pecado de Oyuki                  | Yolanda Vargas Dulché    | Benjamín Cann           | [ 99 ]  |
| 482 | 1989 | Lo blanco y lo negro                | Fernanda Villeli         | Julio Castillo          | [ 100 ] |
| 483 | 1989 | Carrusel                            | Abel Santacruz           | Pedro Damián            | [ 101 ] |
| 484 | 1989 | La casa al final de la calle        | Juan Osorio Ortiz        | Jorge Fons              | [ 102 ] |
| 485 | 1989 | El cristal empañado                 | Héctor Iglesias          | José Rendón             | [ 103 ] |
| 486 | 1989 | Las grandes aguas                   | Luis Spota               | Juan Carlos Muñoz       | [ 104 ] |
| 487 | 1989 | Luz y sombra                        | Paulino Sabugal          | Gonzalo Martínez Ortega | [ 105 ] |
| 488 | 1989 | Mi segunda madre                    | Abel Santacruz           | Miguel Córcega          | [ 106 ] |
| 489 | 1989 | Morir para vivir                    | Félix B. Caignet         | Benjamín Cann           | [ 107 ] |
| 490 | 1989 | Simplemente María                   | Celia Alcántara          | Beatriz Sheridan        | [ 108 ] |
| 491 | 1989 | Teresa                              | Mimí Bechelani           | Antonio Serrano         | [ 109 ] |
| 492 | 1989 | Balada por un amor                  | María Zarattini          | José Rendón             | [ 110 ] |
| 493 | 1989 | Un rostro en mi pasado              | Fernanda Villeli         | Ernesto Alonso          | [ 111 ] |